# لا ماتا د مورلا
لا ماتا د مورلا (به اسپانیایی: La Mata) یک منطقهٔ مسکونی در اسپانیا است که در Ports واقع شده‌است. لا ماتا د مورلا ۱۵٫۱۶ کیلومتر مربع مساحت دارد ۸۲۶ متر بالاتر از سطح دریا واقع شده‌است.